# Sebastian Hensel (Mathematiker)
Sebastian Wolfgang Hensel (* 14. März 1986) ist ein deutscher Mathematiker und Hochschullehrer.

## Werdegang
Hensel schloss zunächst 2005 das Abitur und 2008 einen Diplomstudiengang Mathematik ab. Es folgte eine Promotion magna cum laude bei Ursula Hamenstädt in Bonn 2011 (Dissertation Metric distortions of subgroups of mapping class groups). Anschließend war er Dickson Instructor an der University of Chicago und ab 2015 akademischer Rat (auf Zeit) in Bonn. 2017 habilitierte Hensel.
Zum Sommersemester 2018 wechselte Hensel von Bonn an die LMU München, an der er Professor ist.

## Forschungsgebiet
Seine Tätigkeit beschreibt Hensel folgendermaßen:

„Meine Forschung beschäftigt sich mit niedrigdimensionaler Topologie, geometrischer Gruppentheorie, und deren Verbindungen. Ich studiere vor allem algebraische und geometrische Eigenschaften von Abbildungsklassengruppen (von Flächen oder Henkelkörpern) und den Räumen auf denen sie wirken. [Zusätzlich dazu] interessiere ich mich auch besonders für die Wirkung dieser Gruppen auf der Homologie endlicher Überlagerungen.“